# Jacques Dubochet
Jacques Dubochet (Aigle, 8 giugno 1942) è un biochimico svizzero, premio Nobel per la chimica nel 2017.

## Biografia
Professore ordinario all'Università di Losanna, ha ricevuto il 4 ottobre 2017 con lo statunitense Joachim Frank e lo scozzese Richard Henderson il premio Nobel per la chimica per i loro studi in crio-microscopia elettronica.